# Bergfinken Dresden
Der Bergsteigerchor Bergfinken Dresden wurde 1920 gegründet. Damit gehört er zu den ältesten noch aktiven Bergsteigerchören Europas und ist Deutschlands ältester Bergsteigerchor. Derzeit (2024) hat der Chor 134 Mitglieder, von denen 94 aktive Sänger sind. Das Repertoire umfasst über 300 Lieder: neben traditionellen Berg-, Wander- und Volksliedern auch Werke klassischer Komponisten sowie Eigenkompositionen von Chorleitern und Mitgliedern.
Der Chor ist neben dem Bergsteigerchor Sebnitz (gegründet 1928) einer der zwei Chöre des Sächsischen Bergsteigerbundes. Der dritte Chor des SBB, der Männerchor Sächsische Schweiz bestand von 1977 bis 2023.

## Geschichte

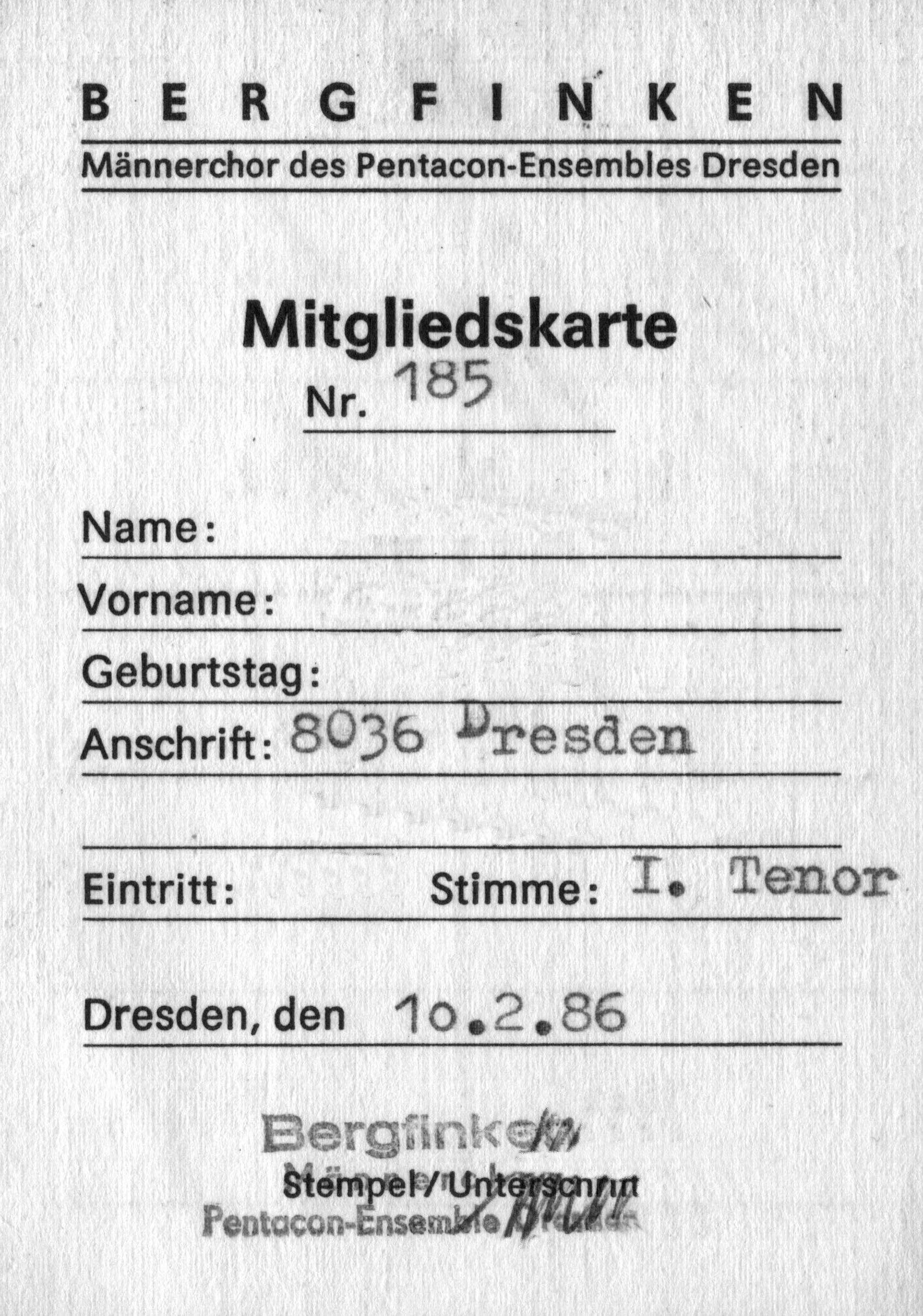
Mitgliedskarte Pentacon

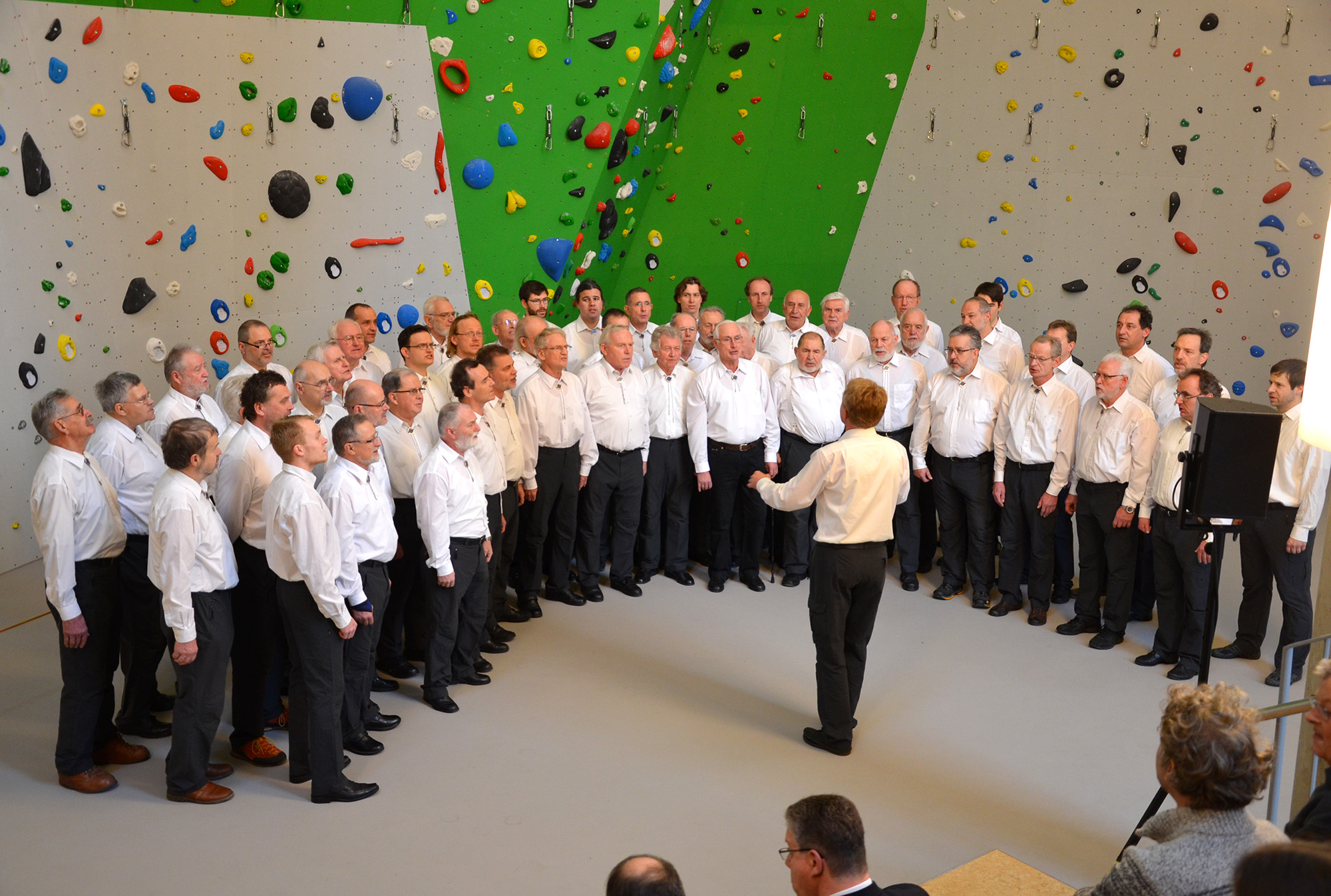
Die Bergfinken im SBB-Vereinszentrum

Singen als Ausdruck des Naturerlebens gehörte schon seit langem zum Bergsteigen oder Wandern dazu. Als Ende des 19. Jahrhunderts mit der Entwicklung des Klettersports in der Sächsischen Schweiz die ersten sächsischen Bergsteigerklubs entstanden, kam der Wunsch auf, bekannte Berglieder auch mehrstimmig zu singen. Der Sächsische Bergsteigerbund, dem fast alle Bergsteigerklubs angehörten, gründete am 30. August 1920 einen Männerchor, die Gesangsabteilung des Sächsischen Bergsteigerbundes, kurz die Gesa genannt. Ursprünglich war nicht beabsichtigt, einen reinen Männerchor zu gründen, aber auf den Aufruf des SBB meldeten sich damals nur Männer.
Nachdem der SBB 1938 zwangsweise Zweig des Deutschen Alpenvereins wurde und die Bezeichnung Gesangsabteilung des DAV Zweig Sächsischer Bergsteigerbund zu umständlich war, nannte man den Chor bald nur noch kurz Bergsteigerchor Dresden. Chorarbeit und Veranstaltungen wurden trotz Kriegsausbruch und sinkender Mitgliederzahlen fortgesetzt. Das letzte größere Konzert wurde im Herbst 1943 gegeben. Wie alle deutschen Vereine wurde der Chor mit dem Ende des Dritten Reiches 1945 verboten.
Im Dezember des Jahres 1945 erfolgte die illegale Wiederbelebung des Chores unter dem Namen Windbergsänger, 1947 die Zulassung als singende Seilschaft Bergfinken und 1948 als Männerchor Dresden-Mitte (Bergfinken) durch das Kulturamt der Stadt Dresden. Der Name „Bergfinken“ verdeutlichte die Verbindung zwischen Bergsteigen und Singen.
1953 wurden die Bergfinken dem Treuhandbetrieb Ihagee-Kamerawerke AG i. V. Dresden (ab 1969 VEB Kombinat Pentacon) angeschlossen, so wie alle bestehenden Volkskunst- und Kulturgruppen Großbetrieben angehören mussten.
Im Rahmen der Kulturpolitik der DDR musste sich der Chor den vorherrschenden Zwängen unterwerfen, um sein Bestehen zu sichern. Programmfolgen der Konzerte bedurften immer einer Genehmigung, Liedertitel und -texte mussten teilweise geändert werden. Beispielsweise durfte die historische Grußformel „Berg Heil“ nicht in Liedertexten verwendet werden; stattdessen musste es „Berg frei“ heißen. Dennoch hatte der Chor eine große Anziehungskraft, die sich unter anderem im Jahr 1952 in der höchsten Mitgliederstärke von 170 Sängern mit einem Durchschnittsalter von 35 Jahren zeigte. Seit dieser Zeit ist der Werbeslogan „Bergfinken singen“ ein feststehender Begriff.
Nach der politischen Wende in der DDR entfiel die Chorträgerschaft im Pentacon-Ensemble, und am 24. November 1990 wurde der Chor in den wiedergegründeten Sächsischen Bergsteigerbund aufgenommen. Am 27. Dezember 1995 erfolgte die Registrierung des Chors als eingetragener Verein unter der Nummer 2825. Der Verein ist Mitglied des Ostsächsischen Chorverbandes im Sächsischen und Deutschen Chorverband.

## Auftritte
Neben den Frühjahrs-, Herbst- und Weihnachtskonzerten (letztere seit mehreren Jahren in der Annenkirche) fanden und finden vielfältige offene Konzerte in der Sächsischen Schweiz (z. B. anfangs am Großen Dom) statt. Der Chor umrahmt die alljährliche Bergsteiger-Totenehrung am Totensonntag am Gedenkstein auf dem Gipfel der Hohen Liebe sowie die traditionellen Sonnenwendefeiern des SBB.
Die Bergfinken traten bei Veranstaltungen im Dresdner Kulturpalast als Mitwirkende (u. a. bei der Veranstaltungsreihe Auf, auf zum fröhlichen Jagen unter der Moderation von Rolf Mäser) 75-mal vor etwa 180.000 Zuhörern auf.
In München hatte der Chor 1957 seinen ersten größeren Auftritt außerhalb Dresdens. Auf Einladung der Deutschen Himalaja-Stiftung konnten etwa 100 ausgewählte Sänger den Vortrag von George Band, dem Erstbesteiger des Kangchenzöngas, begleiten.
Es finden auch gemeinsame Auftritte aller vier sächsischen Bergsteigerchöre statt, so z. B. 2016 zum 116. Deutschen Wandertag oder 2017 im Rahmen des Festivals „Sandstein und Musik“ auf der Felsenbühne Rathen.
Über 80 % der Bergfinken sind aktive Kletterer und Bergsteiger. Dabei pflegen sie das Singen auf den Gipfeln nach erfolgreicher Begehung in Seilschaft oder am abendlichen Lagerfeuer.

## Sonstiges
Anlässlich ihres Jubiläumskonzertes zum 103. Geburtstag wurden die Bergfinken Dresden im Jahr 2023 mit der Zelter-Plakette ausgezeichnet.

## Chorleiter
1. Johannes Herrmann (1921–1923)
2. Edgar Großmann (1923–1927)
3. Kurt Kämpfe (1927–1945 und 1949–1961)
4. Kurt Meyer (1945–1948)
5. Wolfgang Wehmann (1962–2012)
6. Ulrich Schlögel (seit 1999)
7. Max Röber (seit 2016)

## Tonträger
Die Bergfinken haben bisher fünf Alben veröffentlicht:
- „Bergfinken singen“ (CD/MC 1993)
- „Pulverschnee und Gipfelwind“ (CD/MC 1996)
- „Weihnachtslieder Konzertausschnitte 1996–1999“ (CD 2000)
- „Lasst uns wandern – Ein musikalischer Hüttenabend“ (CD 2005)
- „100 Jahre Bergfinken“ (CD 2020)

Die CD von 2005 wurde gemeinsam mit den Sachsenländer Blasmusikanten e. V. eingespielt.
Die letzte CD erschien als Beilage zum gleichnamigen Buch, das anlässlich des 100-jährigen Jubiläums durch Mitglieder des Chores geschrieben wurde.